# Campionato mondiale di hockey su ghiaccio femminile 2015
Il 17º Campionato mondiale di hockey su ghiaccio femminile è stato assegnato dall'International Ice Hockey Federation alla Svezia, che lo ha ospitato a Malmö, dal 28 marzo al 4 aprile 2015. Questa è la seconda volta che il paese scandinavo ha ospitato il Gruppo A femminile dopo l'edizione del 2005 svoltasi a Linköping e Norrköping. Gli Stati Uniti sono la squadra campione in carica. Nella finale gli Stati Uniti hanno sconfitto le campionesse olimpiche del Canada per 7-5 e si sono aggiudicati il sesto titolo mondiale.

## Campionato di gruppo A

### Partecipanti
Al torneo prendono parte 8 squadre:
| 5 dall'Europa     | Finlandia | Germania    |
| 5 dall'Europa     | Russia    | Svezia      |
| 5 dall'Europa     | Svizzera  |             |
| 2 dal Nordamerica | Canada    | Stati Uniti |
| 1 dall'Asia       | Giappone  |             |

### Gironi preliminari
Le otto squadre sono state divise in due gruppi di 4, in base al proprio ranking. Le squadre del girone A sono qualificate automaticamente ai turni successivi: le prime due classificate accedono direttamente alle semifinali, mentre le altre due giocheranno i quarti di finale insieme alle prime due classificate del girone B. Le ultime due classificate del girone B si affronteranno invece in uno spareggio al meglio delle tre partite per determinare la squadra retrocessa in Prima Divisione.

#### Girone A
| Malmö 28 marzo 2015, ore 16:00 UTC+2 | Stati Uniti | 4 – 2 (3-1; 0-1; 1-0) referto | Canada | Malmö Isstadion (1.724 spett.) |

| Malmö 28 marzo 2015, ore 19:30 UTC+2 | Finlandia      | 2 – 2 (d.t.s.) (0-0; 2-2; 0-0) referto | Russia | Malmö Isstadion (329 spett.) |
| Shootout 1 – 0                       |                |                                        |        |                              |
|                                      |                |                                        |        |                              |
|                                      | Shootout 1 – 0 |                                        |        |                              |

| Malmö 29 marzo 2015, ore 16:00 UTC+2 | Canada | 4 – 0 (3-0; 1-0; 0-0) referto | Russia | Malmö Isstadion (363 spett.) |

| Malmö 29 marzo 2015, ore 20:00 UTC+2 | Stati Uniti | 4 – 1 (2-1; 2-0; 0-0) referto | Finlandia | Malmö Isstadion (312 spett.) |

| Malmö 31 marzo 2015, ore 12:00 UTC+2 | Russia | 2 – 9 (0-1; 2-4; 0-4) referto | Stati Uniti | Malmö Isstadion (349 spett.) |

| Malmö 31 marzo 2015, ore 16:00 UTC+2 | Canada | 6 – 2 (2-1; 2-0; 2-1) referto | Finlandia | Malmö Isstadion (298 spett.) |

| Pos. |             | PG | V | VOT | POT | P | GF | GS | DR  | Pt | Accede a         |
| 1.   | Stati Uniti | 3  | 3 | 0   | 0   | 0 | 17 | 5  | +12 | 9  | Semifinali       |
| 2.   | Canada      | 3  | 2 | 0   | 0   | 1 | 12 | 6  | +6  | 6  | Semifinali       |
| 3.   | Finlandia   | 3  | 0 | 1   | 0   | 2 | 6  | 12 | -6  | 2  | Quarti di finale |
| 4.   | Russia      | 3  | 0 | 0   | 1   | 2 | 4  | 16 | -12 | 1  | Quarti di finale |

#### Girone B
| Malmö 28 marzo 2015, ore 12:00 UTC+2 | Svezia         | 3 – 3 (1-1; 1-0; 1-2) referto | Giappone | Malmö Isstadion (2.943 spett.) |
| Shootout 0 – 1                       |                |                               |          |                                |
|                                      |                |                               |          |                                |
|                                      | Shootout 0 – 1 |                               |          |                                |

| Malmö 28 marzo 2015, ore 14:00 UTC+2 | Germania | 2 – 5 (0-1; 1-1; 1-3) referto | Svizzera | Rosengårds Ishall (129 spett.) |

| Malmö 29 marzo 2015, ore 12:00 UTC+2 | Svizzera | 2 – 3 (0-2; 0-0; 2-1) referto | Svezia | Malmö Isstadion (2.372 spett.) |

| Malmö 29 marzo 2015, ore 14:00 UTC+2 | Giappone | 2 – 0 (1-0; 0-0; 1-0) referto | Germania | Rosengårds Ishall (108 spett.) |

| Malmö 31 marzo 2015, ore 14:00 UTC+2 | Svizzera | 3 – 0 (1-0; 1-0; 1-0) referto | Giappone | Rosengårds Ishall (112 spett.) |

| Malmö 31 marzo 2015, ore 20:00 UTC+2 | Svezia | 4 – 0 (1-0; 2-0; 1-0) referto | Germania | Malmö Isstadion (1.274 spett.) |

| Pos. |          | PG | V | VOT | POT | P | GF | GS | DR | Pt | Accede a         |
| 1.   | Svezia   | 3  | 2 | 0   | 1   | 0 | 10 | 6  | +4 | 7  | Quarti di finale |
| 1.   | Svizzera | 3  | 2 | 0   | 0   | 1 | 10 | 5  | +5 | 6  | Quarti di finale |
| 3.   | Giappone | 3  | 1 | 1   | 0   | 1 | 6  | 6  | 0  | 5  | Spareggio        |
| 4.   | Germania | 3  | 0 | 0   | 0   | 3 | 2  | 11 | -9 | 0  | Spareggio        |

### Spareggio per non retrocedere
Le ultime due classificate del girone B si sfidano al meglio delle tre gare. La Germania, perdente dello spareggio, è stata retrocessa in Prima Divisione.
| Malmö 1º aprile 2015, ore 18:00 UTC+2 | Giappone | 3 – 2 (d.t.s.) (0-1; 1-1; 1-0) referto | Germania | Rosengårds Ishall (83 spett.) |

| Malmö 3 aprile 2015, ore 14:00 UTC+2 | Germania | 1 – 2 (d.t.s.) (0-1; 1-0; 0-0) referto | Giappone | Rosengårds Ishall (109 spett.) |

### Fase a eliminazione diretta
|  | Quarti di finale | Quarti di finale | Quarti di finale |  |  | Semifinali | Semifinali  | Semifinali |  |  | Finali          | Finali          | Finali          |
|  |                  |                  |                  |  |  |            |             |            |  |  |                 |                 |                 |
|  |                  |                  |                  |  |  | A1         | Stati Uniti | 13         |  |  |                 |                 |                 |
|  | A4               | Russia           | 2                |  |  | A4         | Russia      | 1          |  |  |                 |                 |                 |
|  | B1               | Svezia           | 1                |  |  |            |             |            |  |  | A1              | Stati Uniti     | 7               |
|  |                  |                  |                  |  |  |            |             |            |  |  | A2              | Canada          | 5               |
|  |                  |                  |                  |  |  | A2         | Canada      | 3          |  |  |                 |                 |                 |
|  | A3               | Finlandia        | 3                |  |  | A3         | Finlandia   | 0          |  |  | Finale 3° posto | Finale 3° posto | Finale 3° posto |
|  | B2               | Svizzera         | 0                |  |  |            |             |            |  |  | A4              | Russia          | 1               |
|  |                  |                  |                  |  |  |            |             |            |  |  | A3              | Finlandia       | 4               |

#### Quarti di finale
| Malmö 1º aprile 2015, ore 16:00 UTC+2 | Finlandia | 3 – 0 (1-0; 0-0; 2-0) referto | Svizzera | Malmö Isstadion (322 spett.) |

| Malmö 1º aprile 2015, ore 20:00 UTC+2 | Russia | 2 – 1 (0-0; 0-1; 2-0) referto | Svezia | Malmö Isstadion (1.714 spett.) |

#### Semifinali
| Malmö 3 aprile 2015, ore 12:00 UTC+2 | Stati Uniti | 13 – 1 (4-1; 6-0; 3-0) referto | Russia | Malmö Isstadion (426 spett.) |

| Malmö 3 aprile 2015, ore 16:00 UTC+2 | Canada | 3 – 0 (1-0; 0-0; 2-0) referto | Finlandia | Malmö Isstadion (584 spett.) |

#### Finale per il 3º posto
| Malmö 4 aprile 2015, ore 12:00 UTC+2 | Finlandia | 4 – 1 (2-0; 1-0; 1-1) referto | Russia | Malmö Isstadion (448 spett.) |

#### Finale
| Malmö 4 aprile 2015, ore 16:00 UTC+2 | Stati Uniti | 7 – 5 (4-2; 1-3: 2-0) referto | Canada | Malmö Isstadion (1.523 spett.) |

### Classifica marcatori
| Giocatrice              | PG | G | A | Pt | +/- | MP |
| ----------------------- | -- | - | - | -- | --- | -- |
| Hilary Knight           | 5  | 7 | 5 | 12 | +8  | 6  |
| Brianna Decker          | 5  | 5 | 6 | 11 | +8  | 0  |
| Anna Borgqvist          | 4  | 5 | 3 | 8  | +6  | 2  |
| Jocelyne Lamoureux      | 4  | 5 | 3 | 8  | +3  | 2  |
| Natalie Spooner         | 5  | 4 | 3 | 7  | +6  | 6  |
| Kendall Coyne           | 5  | 3 | 4 | 7  | +8  | 0  |
| Anne Schleper           | 4  | 1 | 6 | 7  | +4  | 2  |
| Monique Lamoureux-Kolls | 5  | 1 | 6 | 7  | +7  | 2  |
| Erika Grahm             | 4  | 4 | 2 | 6  | +7  | 2  |
| Marie-Philip Poulin     | 5  | 3 | 3 | 6  | +4  | 2  |

### Classifica portieri
| Giocatore          | Min    | TC  | GS | SO | MGS  | Sv%   |
| ------------------ | ------ | --- | -- | -- | ---- | ----- |
| Florence Schelling | 263:13 | 118 | 7  | 1  | 1.78 | 94.07 |
| Nana Fujimoto      | 315:32 | 128 | 8  | 1  | 1.52 | 93.75 |
| Meeri Räisänen     | 301:27 | 148 | 10 | 1  | 1.99 | 93.24 |
| Ann-Renée Desbiens | 140:00 | 58  | 4  | 2  | 1.71 | 93.10 |
| Ivonne Schröder    | 127:00 | 49  | 4  | 0  | 1.89 | 91.84 |

### Classifica finale
| Pos | Squadra     |
| --- | ----------- |
| 1   | Stati Uniti |
| 2   | Canada      |
| 3   | Finlandia   |
| 4   | Russia      |
| 5   | Svezia      |
| 6   | Svizzera    |
| 7   | Giappone    |
| 8   | Germania    |

| Promossa nel Gruppo A:                    | Rep. Ceca |
| Retrocessa in Prima Divisione - Gruppo A: | Germania  |

#### Riconoscimenti
Riconoscimenti individuali
| Premio                   | Giocatrice       |
| ------------------------ | ---------------- |
| Miglior giocatrice (MVP) | Hilary Knight    |
| Miglior portiere         | Nana Fujimoto    |
| Miglior difensore        | Jenni Hiirikoski |
| Miglior attaccante       | Hilary Knight    |

All-Star Team

| Attacco:  | Brianna Decker – Hilary Knight – Natalie Spooner |
| Difesa:   | Monique Lamoureux-Kolls – Jenni Hiirikoski       |
| Portiere: | Meeri Räisänen                                   |

## Prima Divisione
Il Campionato di Prima Divisione si è svolto in due gironi all'italiana. Il Gruppo A si è giocato a Rouen, in Francia, dal 12 al 18 aprile 2015. Il Gruppo B si è disputato a Pechino, in Cina, dal 6 al 12 aprile 2015.

### Gruppo A
| Pos. |           | PG | V | VOT | POT | P | GF | GS | DR  | Pt |
| 1.   | Rep. Ceca | 5  | 5 | 0   | 0   | 0 | 20 | 4  | +16 | 15 |
| 2.   | Austria   | 5  | 4 | 0   | 0   | 1 | 25 | 10 | +15 | 12 |
| 3.   | Francia   | 5  | 2 | 0   | 1   | 2 | 17 | 15 | +2  | 7  |
| 4.   | Danimarca | 5  | 2 | 0   | 0   | 3 | 12 | 18 | -6  | 6  |
| 5.   | Norvegia  | 5  | 1 | 1   | 0   | 3 | 12 | 18 | -6  | 5  |
| 6.   | Lettonia  | 5  | 0 | 0   | 0   | 5 | 6  | 27 | -21 | 0  |

| Promossa nel Gruppo A:                    | Rep. Ceca |
| Retrocessa in Prima Divisione - Gruppo B: | Lettonia  |

### Gruppo B
| Pos. |                | PG | V | VOT | POT | P | GF | GS | DR  | Pt |
| 1.   | Slovacchia     | 5  | 4 | 1   | 0   | 0 | 21 | 8  | +13 | 14 |
| 2.   | Paesi Bassi    | 5  | 3 | 1   | 0   | 1 | 16 | 6  | +10 | 11 |
| 3.   | Cina           | 5  | 3 | 0   | 1   | 1 | 21 | 15 | +6  | 10 |
| 4.   | Ungheria       | 5  | 2 | 0   | 0   | 3 | 10 | 12 | -2  | 6  |
| 5.   | Italia         | 5  | 1 | 0   | 1   | 3 | 11 | 14 | -3  | 4  |
| 6.   | Corea del Nord | 5  | 0 | 0   | 0   | 5 | 6  | 30 | -24 | 0  |

| Promossa in Prima Divisione - Gruppo A:     | Slovacchia     |
| Retrocessa in Seconda Divisione - Gruppo A: | Corea del Nord |

## Seconda Divisione
Il Campionato di Seconda Divisione si è svolto in due gironi all'italiana. Il Gruppo A ha giocato a Dumfries, nel Regno Unito, dal 30 marzo al 5 aprile 2015. Il Gruppo B si è svolto a Jaca, in Spagna, dal 7 al 13 marzo 2015. Il girone di qualificazione al Gruppo B si è disputato invece a Hong Kong dal 18 al 21 febbraio 2015.

### Gruppo A
| Pos. |               | PG | V | VOT | POT | P | GF | GS | DR  | Pt |
| 1.   | Kazakistan    | 5  | 5 | 0   | 0   | 0 | 30 | 2  | +28 | 15 |
| 2.   | Gran Bretagna | 5  | 4 | 0   | 0   | 1 | 23 | 5  | +18 | 12 |
| 3.   | Corea del Sud | 5  | 2 | 1   | 0   | 2 | 21 | 8  | +13 | 8  |
| 4.   | Polonia       | 5  | 1 | 1   | 1   | 2 | 17 | 17 | 0   | 6  |
| 5.   | Croazia       | 5  | 1 | 0   | 0   | 4 | 9  | 45 | -36 | 3  |
| 6.   | Nuova Zelanda | 5  | 0 | 0   | 1   | 4 | 5  | 28 | -23 | 1  |

| Promossa in Prima Divisione - Gruppo B:     | Kazakistan    |
| Retrocessa in Seconda Divisione - Gruppo B: | Nuova Zelanda |

### Gruppo B
| Pos. |           | PG | V | VOT | POT | P | GF | GS | DR  | Pt |
| 1.   | Slovenia  | 5  | 4 | 0   | 0   | 1 | 28 | 9  | +19 | 12 |
| 2.   | Messico   | 5  | 3 | 0   | 1   | 1 | 13 | 7  | +6  | 10 |
| 3.   | Spagna    | 5  | 2 | 1   | 0   | 2 | 15 | 11 | +4  | 8  |
| 4.   | Islanda   | 5  | 1 | 1   | 2   | 1 | 13 | 16 | -3  | 7  |
| 5.   | Australia | 5  | 2 | 0   | 0   | 3 | 8  | 13 | -5  | 6  |
| 6.   | Belgio    | 5  | 0 | 1   | 0   | 4 | 5  | 26 | -21 | 2  |

| Promossa in Seconda Divisione - Gruppo A:                  | Slovenia |
| Retrocessa in Seconda Divisione - Gruppo B Qualificazione: | Belgio   |

### Qualificazione al Gruppo B
| Pos. |           | PG | V | VOT | POT | P | GF | GS | DR  | Pt |
| 1.   | Turchia   | 3  | 3 | 0   | 0   | 0 | 23 | 8  | +15 | 9  |
| 2.   | Hong Kong | 3  | 2 | 0   | 0   | 1 | 10 | 8  | +2  | 6  |
| 3.   | Sudafrica | 3  | 1 | 0   | 0   | 2 | 13 | 12 | +1  | 3  |
| 4.   | Bulgaria  | 3  | 0 | 0   | 0   | 3 | 4  | 22 | -18 | 0  |

| Promossa in Seconda Divisione - Gruppo B: | Turchia |